# 주유
주유(周瑜, 175년 ~ 210년)는 중국 후한 말의 무장, 전략가로 자는 공근(公瑾), 여강군 서현(舒縣) 출신이다. 적벽 대전의 주역으로 조조의 남하를 저지하였다.
태위 주충의 조카로, 고조부 주영 이래로 대대로 고관을 지낸 명문가 출신이다.

## 생애

### 청년기
초평 원년(190년), 손견(孫堅)이 동탁(董卓)을 치고자 거병할 때 서로 집 옮기면서, 동년배인 손책과 주유는 친교를 맺어‘단금’(斷金), 즉 금속 끊을 정도로 굳은 정으로 연결되고 있었다. 손견이 죽고서 원술(袁術)은 주유의 종부 주상을 단양태수로 임명했고 주유도 이를 따라갔는데, 원술 휘하 손책이 강동을 치러가면서 편지로 주유를 불렀고, 주유는 병사 이끌고 손책을 맞았다. 이후 손책을 따라 후한의 양주자사 유요(劉繇)의 대 원술 항전의 최전선인 횡강과 당리구에 주둔하던 우미(于糜), 번능(樊能), 장영(張英)을 무찔렀고, 장강을 건너 말릉 지키던 착융(笮融)과 설례(薛禮)도 깨부쉈으며, 호숙과 강승으로 넘어가 유요의 치소 곡아로 들어가자 유요는 달아났다. 손책은 자신은 회계로 나아가면서, 주유에게는 단양군을 지키도록 했다. 이후 원술은 단양태수를 원윤(袁胤)으로 교체하고 주상과 주유를 수춘으로 불러들였으며, 주유를 장군으로 쓰려 했으나, 주유는 원술을 낮게 보고 나중에 동쪽으로 가고자 거소장(여강군 거소국의 현장)을 자청했다. 거소장 시절에 노숙(魯肅)에게 군자와 식량을 청했고, 노숙이 가진 곡식의 절반인 3천곡을 흔쾌히 내어준 일을 계기로 노숙과 친교를 맺었다. 건안 3년(198년)에 오로 달아났다. 손책은 주유를 환영하고 건위중랑장으로 임명했다. 주유는 여강군에서 민심을 얻었으므로, 우저를 지키면서, 나중에는 춘곡장도 겸임했다.
손책은 형주를 노리고, 주유를 중호군 겸 강하태수로 삼았다. 주유는 손책을 따라 양주 북부의 환현을 공격했다. 이때 교공의 두 딸 가운데 언니 대교를 손책이 아내로 삼았고, 주유는 여동생 소교를 아내로 삼았다. 《삼국지연의》에서 이교는 교현(橋玄)의 딸로 “강동의 이교”라고 알려져 있어 언니는 대교, 여동생은 소교로 불려 절세의 미녀로 불리고 있었다. 건안 4년(199년), 손책을 따라 원술 사후 독립 세력을 유지하던 여강태수 유훈(劉勳)을 무찔러 여강에서 쫓아냈고, 유훈을 돕는 강하태수 황조(黃祖)도 격파했다. 여강태수 유훈이 손책의 꾐에 빠져 상료로 군을 낸 사이, 손책은 손분(孫賁), 손보(孫輔) 형제에게 팽택에서 유훈을 기다리게 하고, 자신은 주유와 함께 유훈의 본성인 환성을 쳐 이겼다. 돌아오면서 예장과 여릉을 평정했고 파구에 주둔했다.
건안 5년(200년), 손책이 급사해서, 남동생인 손권이 그 뒤를 이었다. 주유는 중호군으로써 장사 장소(張昭)와 함께 온갖 일을 관장했다. 이 무렵에는 손권과 그에게 의탁한 사람들 사이에 군신 관계가 확립되지 않았는데, 장소와 주유 등이 손권을 대업을 이룰 만 하다고 하였으므로 사람들이 손권에게 심복하게 되었다. 건안 7년(202년), 조조(曹操)가 전년에 원소(袁紹)를 무찌른 위세를 앞세워, 손권에게 임자(지방관의 아들을 중앙직에 두어 일종의 볼모로 삼는 것, 혹은 그 아들)를 보내도록 꾸짖었다. 장소나 진송(秦松) 등은 우물쭈물하여 결단하지 못했는데, 손권의 뜻은 볼모를 보내지 않는 것이었고, 주유가 나서서 반대 의견을 밝히자 손권의 모친도 찬성하여 결국 볼모를 보내지 않았다.
건안 11년(206년), 마둔과 보둔을 쳐 그 우두머리를 효수하고 포로를 잡아왔으며, 황조가 등룡(鄧龍)을 보내 시상현을 공격하자 이를 쳐 등룡을 사로잡아 오로 압송했다. 건안 13년(208년) 봄에 손권이 황조를 칠 때 전부대독이 되었다.

### 적벽 대전

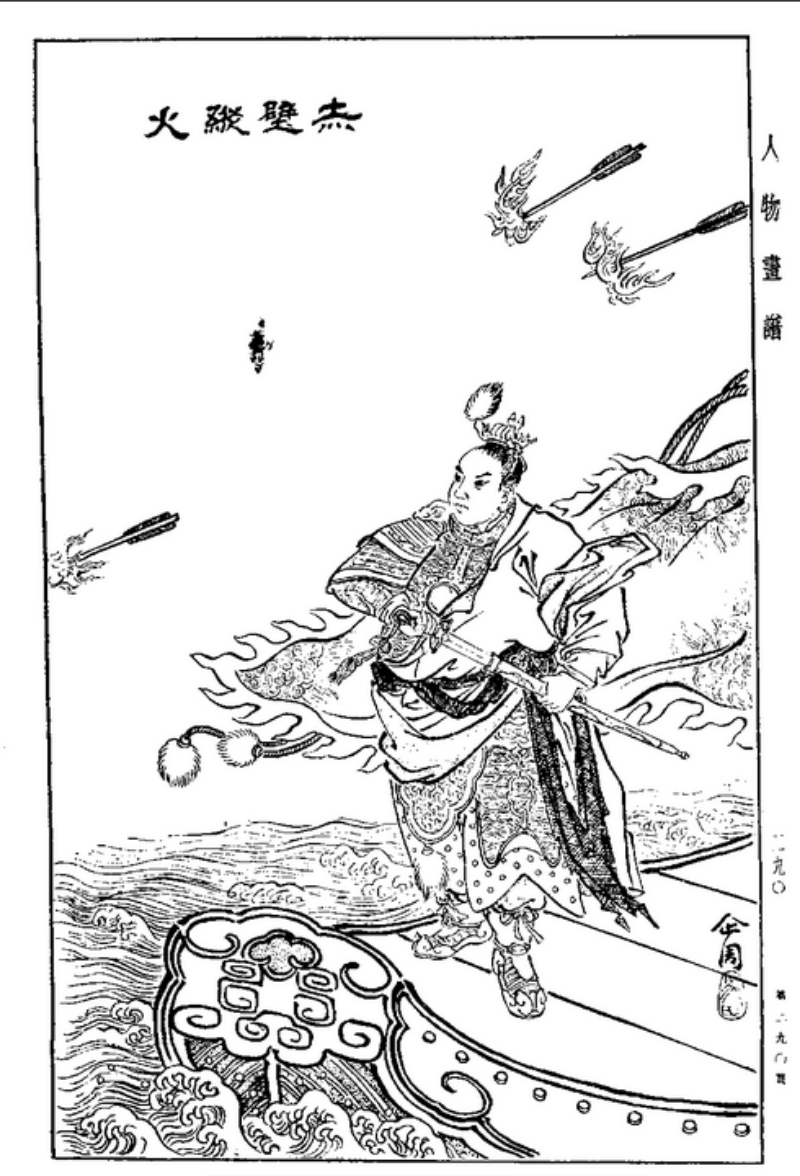
주유

이 해 9월, 하북을 통일한 조조가 군대를 인솔해서 남하하고, 형주자사 유종(劉琮)을 항복시켜 그 병사를 흡수하면서, 수병과 보병 아울러서 80만이라고도 하는 대군이 되었다. 이 사태 당시의 손권 진영에서는 조조가 후한의 승상으로써 대의명분을 갖추고 있고, 장강의 지리적 이점도 조조가 형주를 얻고 유표(劉表)의 수군을 얻는 바람에 없어졌으므로 항복하자는 의견이 다수를 차지하고 있었다. 주유는 노숙과 함께 의견을 같이 해서 싸움을 주장했다. 주유는 조조를 후한의 적으로 규정하여 조조의 대의명분을 부정했고, 또 조조군에 있는 많은 불리한 점과 대항하는 자군의 이로운 점 등을 설명해서, 이에 뜻을 얻은 손권은 조조에게 대항하는 일을 결단했다.
손권은 3만 군사를 주유와 정보(程普) 등에게 주었고 이때 형주로부터 피해 온 유비(劉備)와 협력해 조조를 적벽의 땅에서 대치했다. 조조군은 벌써 군대에 전염병 등을 안고 있어서 단 한 번의 교전에서 조조군은 패배하고, 장강 북안에 주둔했다. 주유는 남안에 포진하고, 황개(黃蓋)의 화공책을 채용하고, 사항계라는 이중의 계책을 고안해내어 황개로 하여금 조조군에 거짓 투항하게 만들어 조조군 함대 내에서 화공을 실행하도록 계획했다. 이후 투항을 위장해 접근에 성공한 황개가 조조군의 선단에 불을 질렀다. 불은 금세 다른 배에 번져서, 거의 모든 배가 타들었다. 피해가 아주 컸기 때문에 조조군은 마침내 패배했고 조조는 도망쳤다. 유비는 주유 등과 함께 조조를 추격했다. 조조는 조인(曹仁)에게 강릉성(江陵城)의 수비를, 악진(樂進)에게는 양양의 수비를 맡겼고 자신은 북쪽으로 도망쳐 갔다.

### 강릉 전투
208년 12월에 적벽에서 조조를 격파한 주유는 유비와 함께 남군까지 조조를 추격, 이후 강릉에서 조인과 대치한다. 감녕(甘寧)에게 명하여 이릉을 점령하게 하지만 감녕이 조인에게 패하여 포위당하자 위태로움을 주유에게 알렸다. 자신은 본대를 이끌고 강을 건너 조인과 전투를 치르지만 화살에 맞아 부상당한다.이에 조인이 주유를 격파하였다. 조인이 군을 이끌고 주유에게 싸움을 걸었다. 주유는 유비에게 원군을 요청하였고
유비와 함께 조인을 공격하였다.
조인은 군량이 부족하고 부상당한 병사들도 많아 싸울 수 있는 상태가 아니었다. 유비가 군을 이끌고 남군을 포위하였다.
주유는 부상을 당한 상태에서 말을 타고 군을 통솔했다. 조인은 성을 버리고 후퇴하였다.
이후 유비군의 관우(關羽)와 함께 후퇴하는 조인군을 격파, 관우가 이통에게 격파당해 결국 조인을 잡진 못했으나 1년여에 걸친 전투 끝에 강릉을 점령한다.

## 일화
어렸을 때부터 음악에 정통하였다. 술에 많이 취했어도 연주한 음악의 음이 틀리면 그것을 알아채어 뒤를 돌아보았다. 그래서 당시 사람들은 “곡에 잘못된 점이 있으면 주랑이 돌아본다.”라고 말을 했다.
손권의 가신 중 정보는 손견이 거병할 때부터 손가를 섬겼던, 황개나 한당(韓當)보다 오래된 가신이었다. 그는 자신이 주유보다 연장자이기에 그를 무시했는데, 주유는 오히려 정보에게 성의를 다한 태도를 보였다. 후에 정보는 감복하고 주유와 친해지고 존중하게 되었다. 사람들이 주유의 친화력을 평하기를 “주공근과의 사귐은 마치 향기나는 맛있는 술과 같아서 스스로 취함을 느끼지 못한다.”라고 했다.

## 평가
명문가의 자제답게 자신감이 넘치는 인물이었다. 당초 적벽대전 전에 주유는 손권에게 5만의 군사를 청했는데, 손권은 3만만을 주었을 뿐이다. 이후 유비와 만나고 유비가 “조조를 격파하기에는 모자라다.”라고 말을 하자 오히려 주유는 “격파하기 충분한 숫자이니 유공께서는 지켜보기만 하십시오.”라고 말을 한 것은 그의 성격을 대변해주는 일화이다.
- 당대 최고의 군략가 조조 또한 주유가 나이가 어리면서도 훌륭한 재능을 가지고 있다며 높게 평가하였다.
- 손권은 천황, 황후, 황태자 등의 칭호를 칭했을 때, 공경들에게 "주공근이 없었다면, 나는 제왕이 될 수 없었을 것이다."라고 말했다.

《삼국지연의》에서는 주유가 제갈량을 시기하여 거듭 죽이려고 하나 정사에서의 주유는 제갈량에 대해 어떠한 생각을 했는지 알 수가 없다.
배잠론(裴潛論)에서 주유(周瑜)는 젊은 나이에 제2의 실력자로 올라섰지만 인물이 뛰어나고 사령관 손권(孫權)과 강동 사람들의 신망이 높았다고 평했다.
배잠(裴潛)은 조조는 천시(天時), 유비는 인화(人和), 손권은 지리(地利)를 얻었다고 말하였다.

## 친족관계
후손 주본(周本)은 오대십국시대 십국 오나라와 남당의 무장이었다.

## 같이 보기
- 삼국지 인물 목록